# Karakalpakok

Karakalpakföld zászlaja

A karakalpakok (saját nyelvükön Qaraqalpaqlar) török eredetű nomád nép. Nevük jelentése: „fekete fejfedő” (kara kalpak). Az Aral-tótól délre, Üzbegisztán nyugati részén élnek. A karakalpakok Üzbegisztán népességének mindössze 3%-át teszik ki. Az 1989-es üzbég népszámlálás szerint 411 878-an vannak. A karakalpakok nagy része még ma is nomád körülmények között él. A népességnövekedés körükben magas.

## Történetük
Első biztos említésük 1694-ből származik, amikor a Szir-darja mentén éltek, ahova állítólag a Volga vidékéről vándoroltak. A 18. század elején, 1722 körül I. Péter orosz cár már szerződést kötött egy vezetőjükkel. Ekkoriban félnomád életvitelt folytattak: a pásztorkodás mellett halásztak az Aral-tóban és öntözéses földművelést is folytattak. A 18. század végén a kazakok délebbre szorították őket, ekkor a Kungrati Kánság alattvalói lettek, majd annak 1811-es meghódításakor a Hívai Kánság alárendeltségébe kerültek. A hívai fennhatóság ellen több alkalommal fellázadtak a 19. század folyamán, mindhiába – 1827-es lázadásuk bukását követően többen Ferganába települtek. Amikor az Orosz Birodalom 1873-ban védnökséget kényszerített Hívára, az Amu-darjától északra eső területeket, beleértve a karakalpakok földjét is, bekebelezte.
A Szovjetunión belül 1925-ben alakult meg a Karakalpak Autonóm Körzet Nukus központtal, ami 1932-ben szocialista köztársasággá lépett elő, majd 1936-ban összevonták az Üzbég SZSZK-val. A Szovjetunió szétesésekor a karakalpakok területe Üzbegisztánban maradt, de Karakalpaksztán néven autonóm köztársasággá alakult.

## Kultúrájuk
A karakalpak nyelv önálló ugyan, de gyakorlatilag megegyezik a kazak nyelvvel. (Törzsi tagolódásuk is azonos a kazakokéval.) A nyelvet először 1925-ben írták le, akkor még arab betűkkel, majd 1928-ban született meg a latin ábécén alapuló karakalpak ábécé. 1940-től 1996-ig a cirill ábécét használták, azóta ismét a karakalpak a hivatalos.

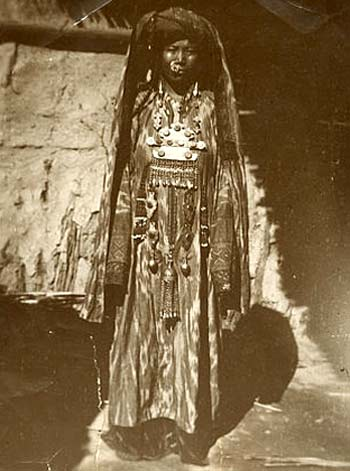
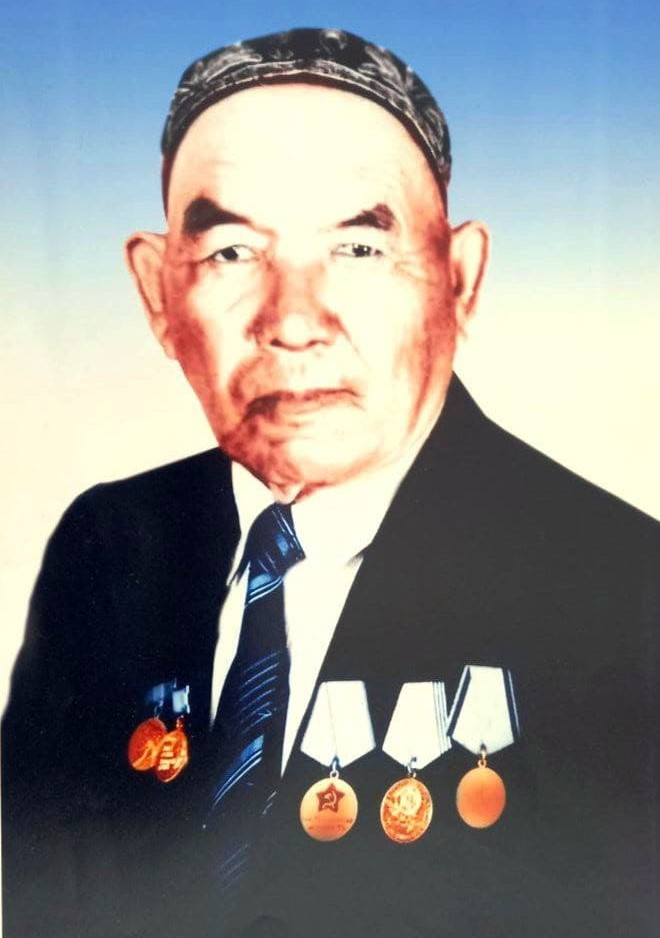
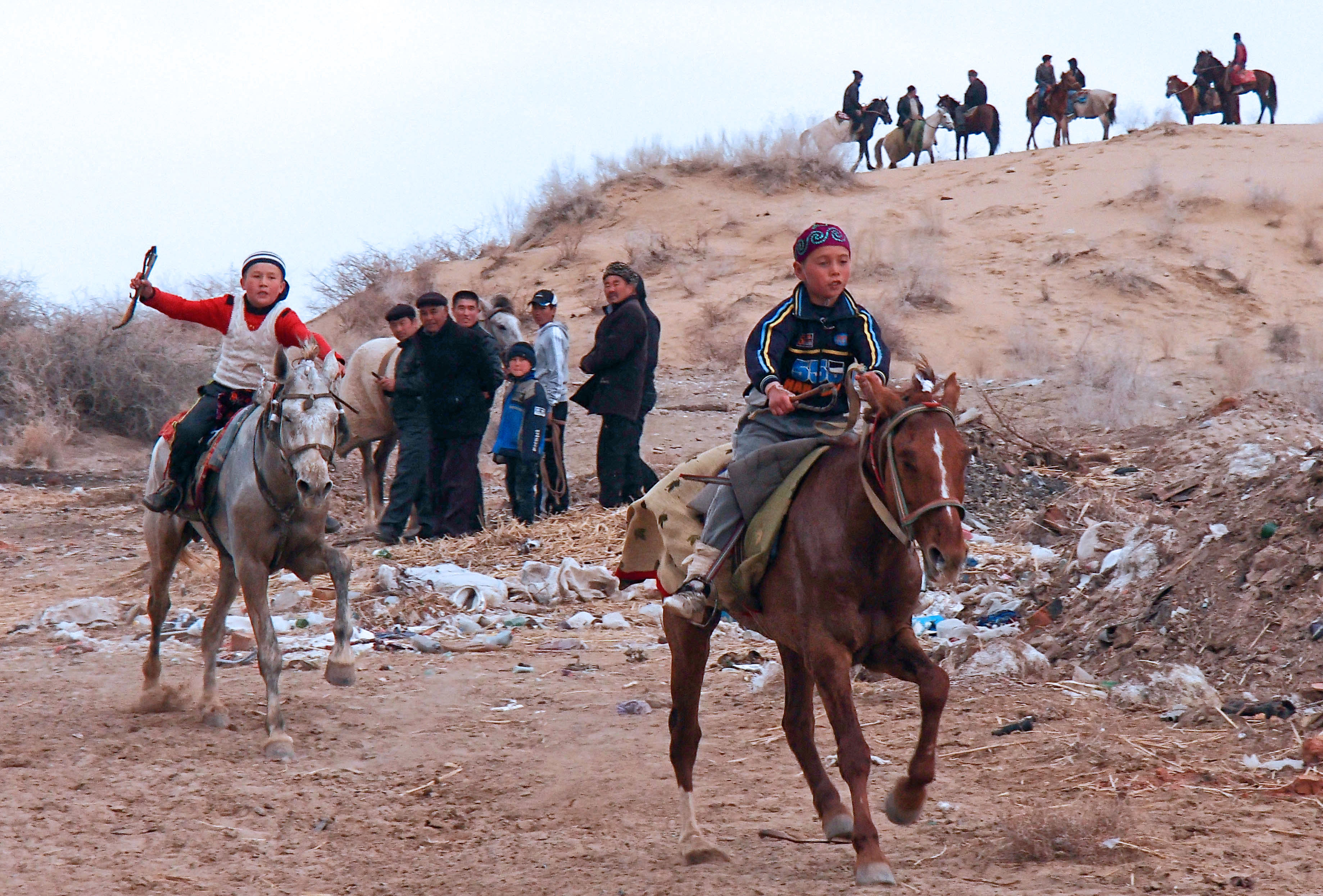
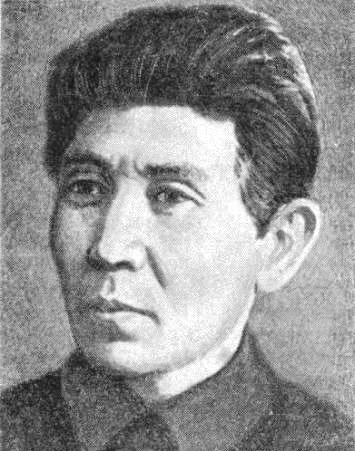
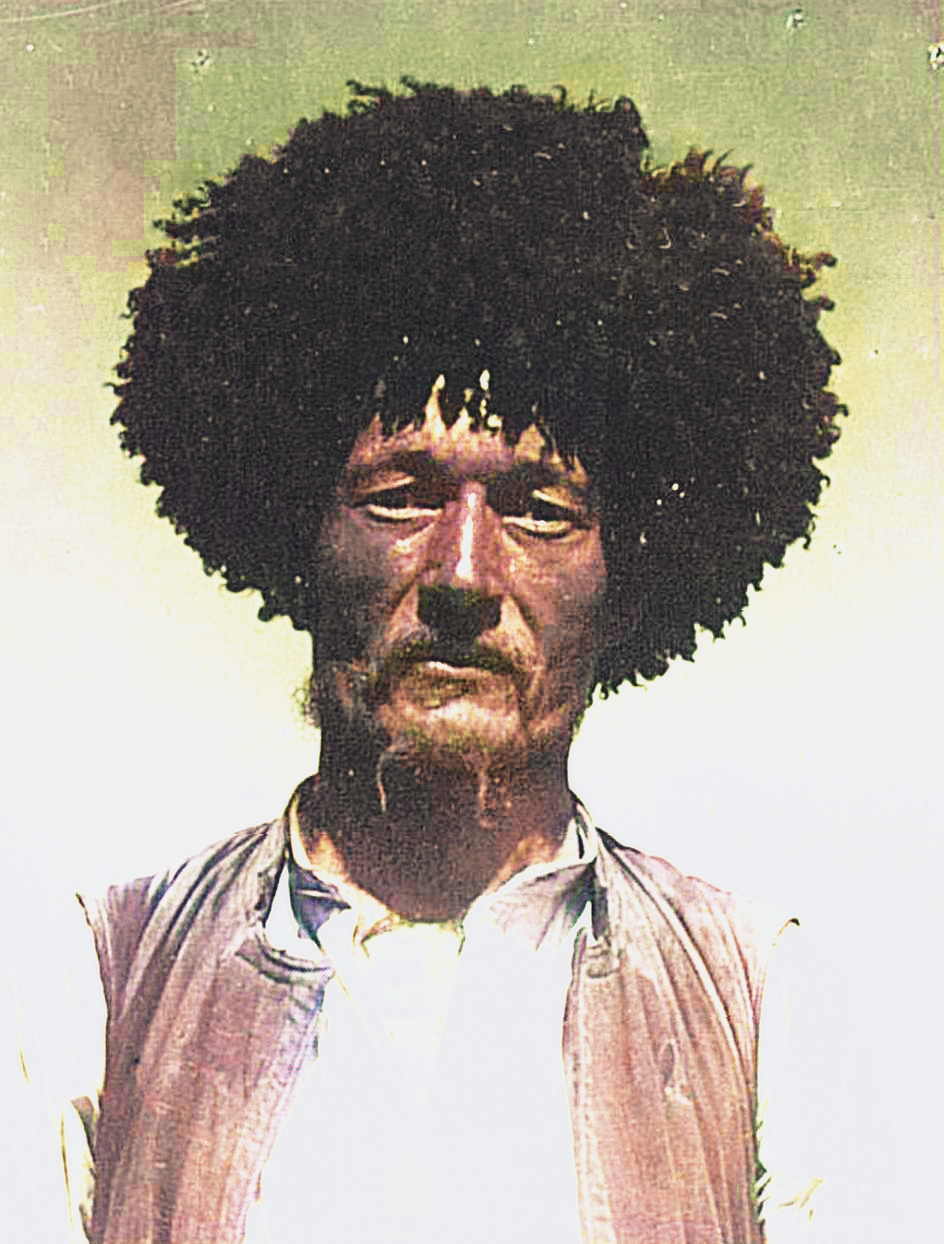
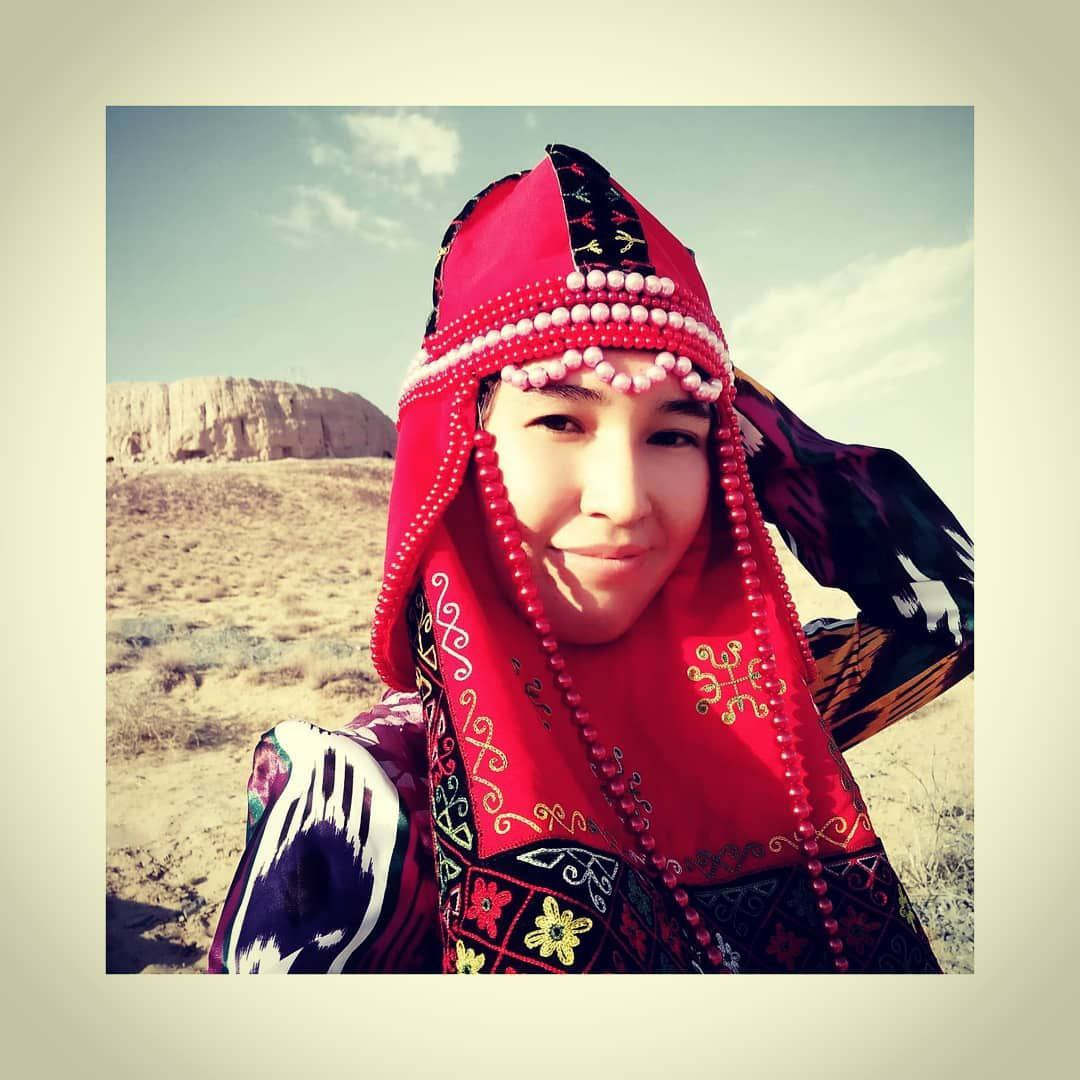
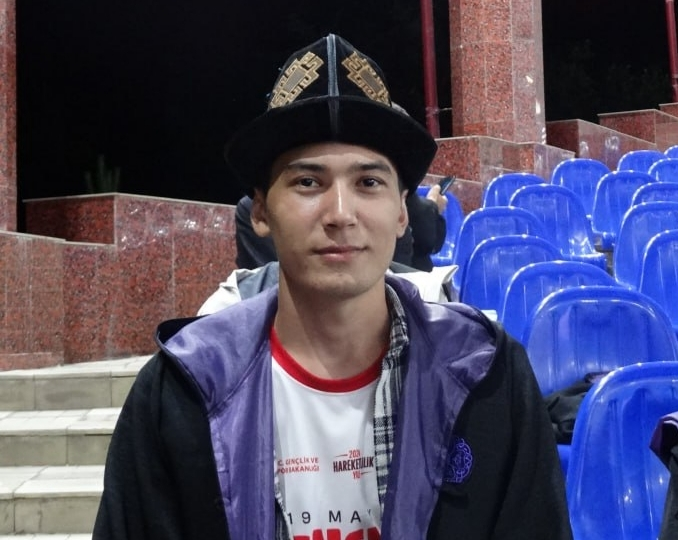
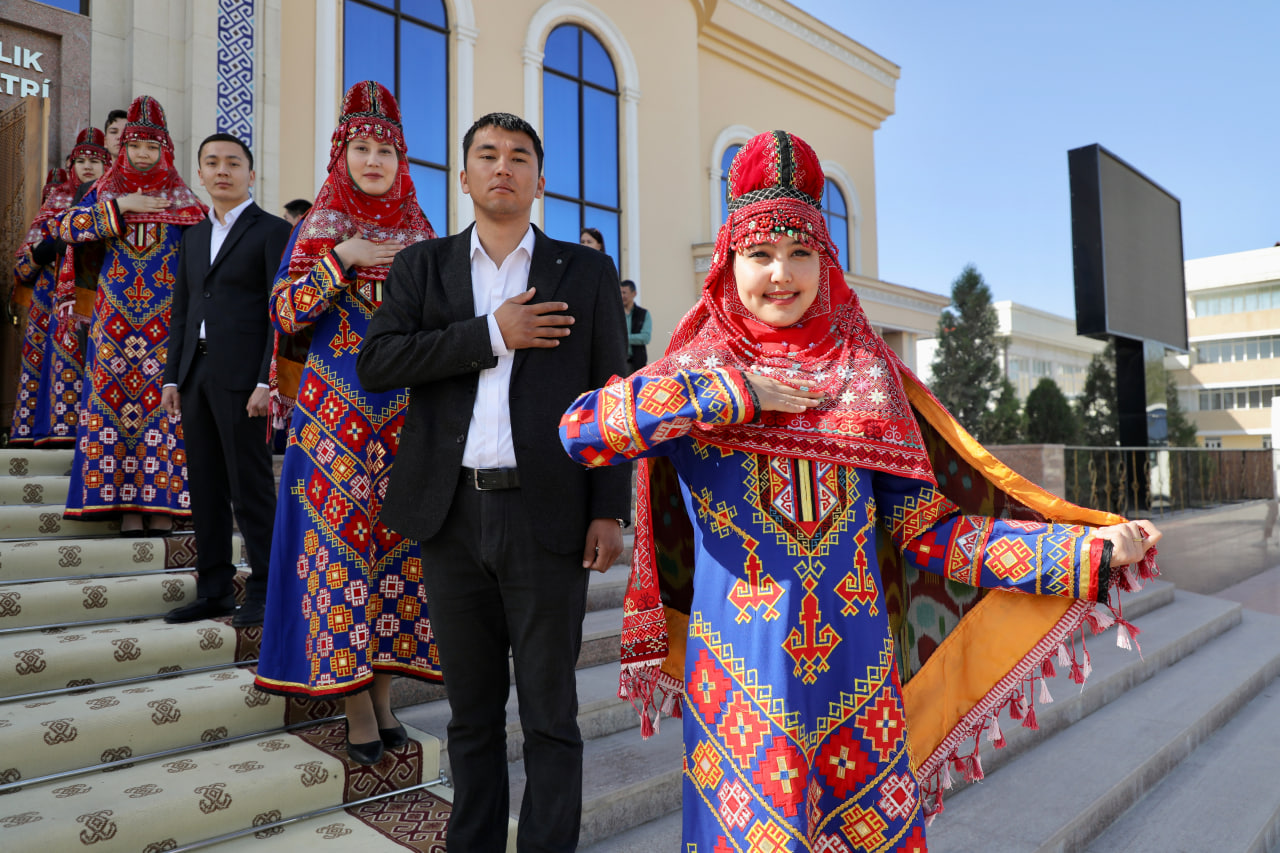
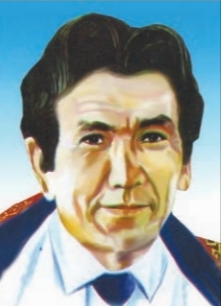